# FK Metalac Gornji Milanovac
FK Metalac Gornji Milanovac je srbijanski nogometni klub iz Gornjeg Milanovca. Osnovan je 1961. Trenutačno se natječe u Superligi Srbije.

## Vanjske poveznice
- Službene stranice